# 巴士阿叔事件
巴士阿叔事件是2006年4月27日在香港一輛巴士上發生的罵戰，事件過程被旁觀乘客拍攝後上傳到網路上，引起大量網民的關注。其中年長且較為好鬥的男子很快被暱稱為「巴士阿叔」。該衝突被附近乘客錄下，並上傳至香港高登討論區、YouTube和Google影片。這段影片在2006年5月成為YouTube觀看次數最多的影片，巴士阿叔的激烈言辭和大量粗口引起觀眾注意，在該月前三週內獲得了170萬次點擊率。
這段影片在香港引發文化轟動，引起有關生活方式、禮儀、公民意識和媒體倫理的討論，並吸引了全球媒體的關注。

## 事件經過

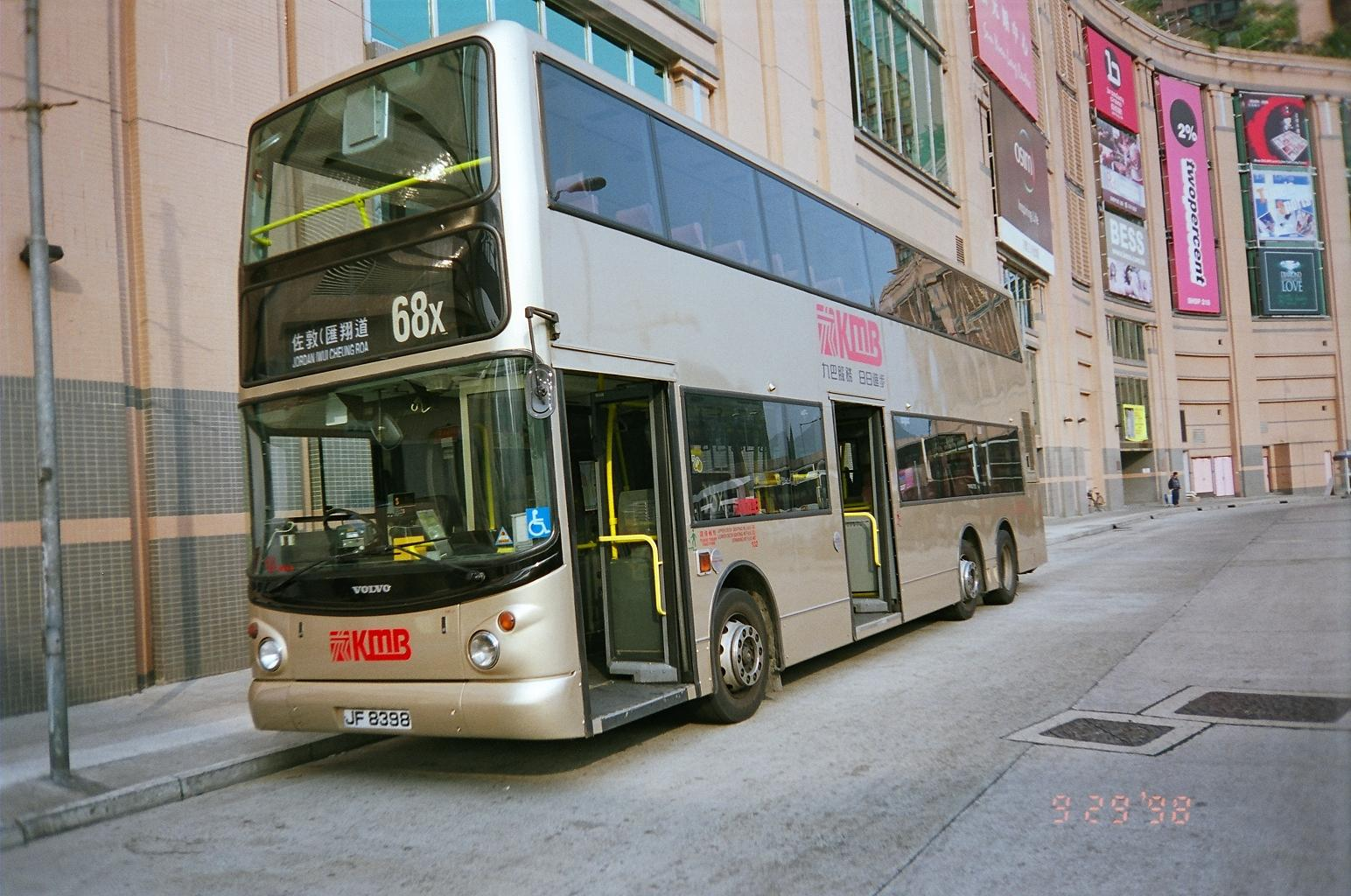
一輛行駛68X路線的巴士

事件發生於2006年4月27日晚上約11時，在一輛行駛往香港元朗的九龍巴士68X線雙層巴士的上層。
事件起因於一名戴眼鏡的年輕男乘客輕拍前方正在用手機聊天的中年男子肩膀，要求對方降低音量。中年男子事後聲稱，當時因與女友爭執而承受壓力，正致電撒瑪利亞防止自殺會求助。然而，年輕男子表示對方僅是在與朋友閒聊。中年男子轉身，開始長篇大論地抱怨自己在壓力下無故被挑釁。鮮少回嘴的年輕男子表達了結束對話的意願，但中年男子堅持事情未解決，要求對方道歉。年輕男子道歉並勉強握手，但也警告對方不要侮辱其家人，導致中年男子繼續辱罵對方。影片以中年男子接聽電話作結。

## 影片
該影片由21歲的會計師兼心理學兼職學生方穎恆拍攝。在一次電台電話訪問中，方穎恆表示他錄下這起事件是為了防止那名辱罵他人的男子變得暴力。他聲稱還有第二段影片尚未上傳至網絡，內容是那名年輕男子與朋友在電話中嘲笑「巴士阿叔」作為反擊。然而，方穎恆告訴記者，他「經常以拍攝影片為嗜好，原本只打算與朋友分享這段影片。」後來有人把附有英文字幕的影片上載，雖然部分內容有誤，但整體上與粵語版本的意思相差不遠。
影片標題「巴士阿叔」是由網絡論壇成員所創，指的是影片中的年長男子。香港人通常稱呼年長男性為「阿叔」。由於影片中的年長男子的聲線與足球評述員林尚義相似，因此方穎恆上載影片時在標題寫上“X尚義”，以影射林尚義。
後來，有西方媒體報導有關這段影片的新聞，包括亞洲新聞台、有線電視新聞網和《華爾街日報》。

## 人物
記者後來確認「巴士阿叔」為51歲的陳乙東。2006年5月23日，23歲的地產經紀何銳熙致電香港商業電台的談話節目，聲稱自己是爭執中的年輕人。
何銳熙經常乘巴士下班回家，並表示他常會要求乘客降低音量以便在車上睡覺。何表示他已原諒「巴士阿叔」，並同情對方可能承受的壓力。他稱自己在整個事件中的耐心是受到太極的啟發。
陳乙東獨居，成年後大多與家人疏遠。突然的曝光和負面新聞導致許多家人更改電話號碼，進一步遠離他。在《壹週刊》的採訪中，鄰居表示常聽到他大聲講電話，認為他情緒不穩且反覆無常。他在訪談中透露許多細節，包括曾中過彩票，但因賭博問題欠下黑社會巨債，後來更因走私海洛因而在比利時入獄，期間學會製作水果雕塑。他的工作經歷不穩定，長期失業，依靠公共援助和年邁母親的經濟支持。身份曝光後，陳被批評據稱要求付費才接受訪問。

## 事態發展
《明報》認為，「巴士阿叔」使用粗言穢語及威脅行為理論上違反了巴士乘客的一般行為準則，並且他違反了兩項法例——《道路交通（公共服務車輛）規例》第46(1)(a)、(n)(ii)條，以及《公共秩序條例》第17B(2)條，可能導致罰款及監禁。
其後，《壹週刊》記者為陳乙東進行訪問，並於2006年6月1日刊出。2006年6月7日，陳乙東在被聘為「扒王之王」餐廳連鎖店的公關人員後，在工作時遭到三名身份不明的蒙面男子襲擊，隨後逃離現場。陳乙東的眼睛和臉部嚴重受傷，被送往急診室治療。其後，餐廳老闆李德麟的妻子林珍奇因陳乙東傳出北上嫖妓等事件，認為其形象負面，擔心破壞公司形象，遂提議解僱陳乙東，但不獲丈夫接納，夫婦倆為此多次爭拗。陳乙東在林珍奇仰藥送院後辭職。

## 社會影響

### 對流行文化的影響
陳乙東的一些言論後來在香港被頻繁引用、模仿和惡搞，尤其是青少年之間。「你有壓力，我有壓力」、「未解決！」已成為網絡論壇、海報和電台節目中的流行語。該影片被改編成各種混音版本，包括流行曲、卡拉OK、饒舌、舞蹈和迪斯可混音版。還有網民製作惡搞道歉影片、用電子遊戲角色「重現」事件、合成圖片、電影海報，以及加入和《弦樂柔板》的版本。研究者朱順慈指出，許多這類影片引用了其他本地流行文化，並帶有戲謔諷刺的語氣，認為「YouTube上的集體行為表明，這個極受歡迎的影片分享網站扮演了公共空間、遊樂場和文化公共領域的角色。」此外，網路上也出現並販售相關商品，如卡通T恤和手機鈴聲。
2006年6月，電視廣播有限公司製作了一則惡搞“巴士阿叔”影片的廣告，宣傳其2006年世界盃轉播。廣告中，聲音類似陳乙東的體育評論員林尚義在巴士上扮演“巴士阿叔”。當坐在後方的乘客（林敏聰飾）詢問林尚義是否對即將退休前最後一次世界盃旁述感到有壓力時，林尚義轉身回答「冇壓力」，並強調問題（即觀眾對世界盃旁述的需求）「已經解決」。乘客隨後提出握手言和。
無線電視製作的處境劇也曾影射該影片的爭吵場景。在處境劇《高朋滿座》第67集中，戴眼鏡的年輕主角試圖阻止一名男子在電影院中大聲講電話，結果遭對方嚴厲斥責。當他的家人從網路影片得知此事後，教導他要更堅定、不被欺負。最終，當主角在電影院再次遇到同一名男子時，成功挺身而出並將對方趕出場。

### 都市壓力
雖然許多人認為這段影片幽默有趣，但也有人警告，這暗示了生活在充滿壓力的香港及其他過度擁擠地區的更令人不安且陰暗的前景。香港中文大學香港情緒健康中心總監李誠指出，香港高壓的工作環境正在催生一整個城市的「巴士阿叔」。他估計，每50名香港人中就有1人患有間歇性暴怒症，使他們成為隨時可能爆發的「計時炸彈」。
新聞學教授兼網絡專家馮應謙也將這段低畫質影片的流行歸因於這座城市的情緒氛圍，認為它記錄的只是一件「瑣事」。其他爆紅影片可能僅吸引特定群體，但這段影片因其普遍性表達了「普通人的真實感受」而廣泛傳播。
另一方面，香港理工大學應用社會科學系講師何國良認為，影片引發的關注反映了香港人生活的乏味。由於缺乏有趣的話題討論，他們享受將資訊傳播給廣大觀眾及創造網絡迷因的樂趣。此外，某些學校禁止使用影片中的部分流行語，反而使事件更具吸引力。何國良指出，這種生活方式是培育「短片文化」的肥沃土壤。

### 公民意識問題
輿論既有支持何銳熙要求降低音量的訴求，亦有人對「巴士阿叔」承受的壓力表示同情。另有人堅持陳乙東的行為不符合香港常規禮儀。香港基督教服務處部長謝可儀在事件後調查506名12歲以上學生。自稱常遇巴士乘客大聲打電話的受訪者中，僅47%表示會勸阻或通知司機。不作為原因包括恐懼、冷漠及自認無法解決問題。關於公民意識，多數受訪者不認為大聲通話有錯。謝總結當前香港青年公民意識薄弱，因欠缺體諒而頻生爭執實屬必然。記者陶傑在商業電台節目中將陳乙東行為形容為「噪音強姦」，指此事反映社會潛在緊張與「典型香港仔」心態，批評何銳熙體現當代香港青年懦弱失語的刻板印象。
香港電台將陳乙東評為「年度風雲人物」亞軍，《英文虎報》的米高·德戈利爾（Michael DeGolyer）認為此舉可能引發大眾共鳴。香港城市大學社會科學講師吳鳳嫦解釋，香港人習慣在公共場所高聲談話，此現象源於交通工具普遍設置的高音量電視節目。她建議政府加強公民教育以培養同理心。對於學校禁用「我有壓力」等流行語，吳強調教師應辨識學生是否真受壓力或盲目跟風，並適時輔導。

### 對媒體道德的批評
一些人不認為能從該影片中獲得任何社會洞見，認為這場狂熱是由煽情報紙為提高銷量和利潤而人為製造的。香港中文大學新聞與傳播學院院長蘇鑰機警告，報導這件事件的手法「似乎不符合⋯⋯傳統新聞報道的做法」。例如，多家媒體懸賞揭露「巴士阿叔」的身份。2006年5月下旬，一群記者和攝影師發起並跟蹤了陳乙東與何銳熙的第二次會面。在何拒絕後，他們帶巴士阿叔去吃飯和唱卡拉OK。儘管這次聚會被廣泛報道，許多人認為這是人為製造的新聞，不值得登上頭版。
《大公報》指出，巴士阿叔事件考驗了香港大眾媒體的專業水平，其社論提到陳乙東發表了許多未經事實查核的自我聲明，如曾獲比利時國王賞識。社論最後建議記者不要捏造新聞，而應強調故事的可驗證性，並仔細考慮事件是否具有新聞價值。
其他人則認為這場狂熱並非媒體陰謀的產物，而是反映了公眾的好奇心和香港競爭激烈的消費驅動型媒體市場。這一情況也讓手機相機營銷商得以突出其潛在的喜劇價值，並轉移對隱私問題的關注。
事件過後，其他類似的影片也被發布，包括一段拍攝於香港國際機場的女子因錯過航班而歇斯底里的影片，該影片在五天內被觀看了75萬次。

## 外部連結
- 香港網絡大典上的相关条目：巴士阿叔事件